# Willi Horn
Pour les articles homonymes, voir Horn.
Willi Horn est un kayakiste allemand né le 17 janvier 1909 à Berlin et mort le 31 mai 1989. 

## Biographie
Willi Horn participe à la course de 10 000 mètres en kayak biplace démontable avec son coéquipier Erich Hanisch aux Jeux olympiques d'été de 1936 à Berlin et remporte la médaille d'argent. 